# Charlotte Raven
Charlotte Raven (Londres, setembro de 1969 – Londres, 22 de janeiro de 2025) foi uma escritora e jornalista britânica. Estudou inglês na Universidade de Manchester. Como ativista do Labour Club no final dos anos 1980 e início dos anos 1990, fez parte de uma campanha bem-sucedida para derrubar o então oficial de comunicação do sindicato estudantil Derek Draper. Foi a Diretora Feminina do Sindicato dos Estudantes da Universidade de Manchester entre 1990 e 1991 e presidiu uma eleição na qual Liam Byrne não conseguiu ser eleito oficial de bem-estar do sindicato. Mais tarde, estudou na Universidade de Sussex.
Raven foi colaboradora da Modern Review e editora da versão relançada em 1997. Lá conheceu Julie Burchill, com quem teve um caso em 1995: as duas estão na National Portrait Gallery. Suas colunas aparecem com frequência no The Guardian e no New Statesman.
Em 2001, Raven foi acusada de racismo regional depois de lançar um ataque contra Denise Fergus, a mãe de James Bulger, e a população de Liverpool em um artigo do Guardian sobre o caso James Bulger. O artigo gerou um alto nível de reclamações. Em resposta, o editor dos leitores do Guardian, Ian Mayes, concluiu que o artigo não deveria ter sido publicado.
Em abril de 2013, foi anunciado que a revista feminista Spare Rib seria relançada com Raven como editora. Posteriormente, foi anunciado que, embora uma revista e um site fossem lançados, agora teriam um nome diferente.

## Vida pessoal
Ela e seu parceiro, o cineasta Tom Sheahan, tiveram uma filha, Anna, nascida em 2004 e um filho, John, nascido em 2009.
Em janeiro de 2010, revelou que havia sido diagnosticada com Doença de Huntington, uma doença hereditária incurável, e em janeiro de 2006 que estava pensando em suicídio, opção que rejeitou após visitar uma clínica em uma área da Venezuela com incidência muito alta de doença de Huntington. Em 2019, se tornou a paciente 1 no teste Roche Gen-Peak de um medicamento tominersen para redução da proteína huntingtina. Em 2021, publicou um livro de memórias, Paciente 1, com seu médico Edward Wild sobre a experiência de aceitar o diagnóstico, o teste do medicamento e a convivência com a doença que afetou sua mente e corpo. Raven foi indicada para o prêmio Christopher Bland da Royal Society of Literature de 2022 pelo livro.

## Morte
Raven morreu aos 55 anos em 22 de janeiro de 2025 em Londres, Inglaterra, devido a uma hemorragia cerebral causada pela doença de Huntington, contra a qual ela lutava desde 2010.

## Reconhecimento
Foi reconhecida como uma das 100 mulheres da BBC em 2013.